# المقراني (مصر)
قرية المقرانى هي إحدى القرى التابعة لمركز يوسف الصديق في محافظة الفيوم في جمهورية مصر العربية. حسب إحصاءات سنة 2006، بلغ إجمالي السكان في المقرانى 9782 نسمة، منهم 4970 رجل و4812 امرأة.